# Wolf (canción)
«Wolf» (en hangul, 늑대와 미녀; romanización revisada, Neukdaewa Minyeo; literalmente, «El Lobo y la Bella»; en chino simplificado, 狼与美女; pinyin, Láng Yǔ Měinǚ) es el sencillo del primer álbum de estudio de EXO. La canción fue lanzada digitalmente el 3 de junio de 2013 por SM Entertainment.

## Composición
«Wolf» fue compuesta por Will Simms, Nermin Harambasic de Dsign Music y Kenzie de SM Zhou Weijie escribió la letra de la versión en mandarín. Una versión demo de la canción se filtró en febrero de 2013, en respuesta el productor Ryan Jhun más tarde dio una «advertencia» para las descargas ilegales el 29 de mayo de 2013. «... Voy a informar a la FBI y el departamento de servicio para quitar todos los enlaces...» Jhun expresó toda su frustración. Un representante de SM Entertainment también se refirió a las promociones que «... EXO-K y EXO-M se unirán en un solo grupo para la promoción del álbum en Corea del Sur y China...». Alrededor de 300.000 copias del formato físico del primer disco de estudio, XOXO, fueron pre-ordenados, según lo revelado por la agencia en 30 de mayo de 2013. También, Yoo Young-jin también participa en esta canción como vocalista de fondo. El baile de «Wolf» fue coreografiado por Tony Testa.

## Concepto
El líder de EXO, Suho, mencionó en el programa de radio Youngstreet que la letra habla de un hombre que está acostumbrado a su vida como playboy y interpreta a sí mismo como un lobo que va alrededor de chicas tentadoras, pero está conectado en la tierra cuando realmente se enamora de una chica (conocida como la belleza). En varios espectáculos, como Arirang, After School, los miembros explica que el baile tenía tres elementos, el árbol, el bosque y las cuevas y el propio lobo. El exmiembro del grupo, Kris, reveló que le tomó alrededor de 3 a 4 meses para obtener la coreografía debido a su nivel de dificultad.

## Lanzamiento
El 23 de mayo de 2013, un vídeo teaser de «Wolf» fue lanzado en YouTube en el canal oficial del grupo. Esto fue seguido por la liberación de teasers más largos, las versiones coreanas y chinas, que también sugirió la versión de la coreografía y el drama del vídeo musical. Dos días más tarde, las versiones en chino y coreano del vídeo musical fueron puestos en libertad. Ambas versiones del «Wolf» fue lanzado digitalmente el 3 de junio de 2013. El formato físico de todo el álbum también fue lanzado en el mismo día en Corea del Sur. El 15 de julio de 2013 las versiones dramas tanto en coreano como en chino fueron lanzados en el canal oficial YouTube de SM Entertainment.

## Promoción
Se anunció en el 22 de mayo de 2013, que «Wolf» sería la pista del título y el primer sencillo de su primer álbum de estudio y la primera presentación de la versión coreana en M! Countdown en el 30 de mayo, cuatro días antes del lanzamiento oficial del álbum. Después de su tercera actuación en Inkigayo el 3 de junio de 2013, EXO decidió visitar y agradecer a los 2.000 aficionados que esperaban en un parque cercano a un encuentro con ellos. La primera presentación de la versión en mandarín fue representada en un popular programa de variedades china, Happy Camp a mediados de junio.

### Victorias en programas musicales
| Canal     | Programa         | Número de victorias |
| --------- | ---------------- | ------------------- |
| MBC Music | Show Champion    | 1                   |
| Mnet      | M! Countdown     | 0                   |
| KBS 2TV   | Music Bank       | 1                   |
| MBC       | Show! Music Core | 1                   |
| SBS       | Inkigayo         | 1                   |

## Recepción comercial
Después del lanzamiento, «Wolf» figuró muy bien en las listas, obtuvieron la posición 3 en Melon y también alcanzó el número 1 en Naver, Soribada, Daum, Bugs y Monkey en tiempo real.

## Posicionamiento
| Gráfico (2013)               | Mejores posiciones |
| ---------------------------- | ------------------ |
| Gaon Singles chart           | 10                 |
| Gaon Monthly Singles chart   | 27                 |
| Gaon Local Singles chart     | 10                 |
| Gaon Streaming Singles chart | 35                 |
| Gaon Download Singles chart  | 6                  |
| Gaon Background Music chart  | 31                 |
| Gaon Mobile Ringtone chart   | 44                 |
| Gaon Karaoke chart           | 23                 |
| Billboard K-Pop Hot 100      | 25                 |

| Gráfico (2013)                           | Mejores posiciones |
| ---------------------------------------- | ------------------ |
| Baidu Weekly Music Chart                 | 11                 |
| Gaon International Singles chart         | 33                 |
| Gaon Monthly International Singles chart | 168                |